# Frea unipunctata
Frea unipunctata là một loài bọ cánh cứng trong họ Cerambycidae.